# 馬赫穆德·米爾扎
馬赫穆德·米爾扎（约1453年—1495年），帖木兒帝國蘇丹卜撒因第三子，他在父亲卜撒因死後于1469年至1495年间统治巴尔赫。1494年长兄阿赫馬德米兒咱死去之后，兼任撒马尔罕、布哈拉和希萨尔统治者。皇后是東察合台汗國汗羽奴思次女蘇丹·尼格爾·哈努姆。
生有五子，分别为：苏丹·马苏德·米尔扎、苏丹·拜孙豁儿·米尔扎、苏丹·阿里、忽辛·米尔扎、苏丹·歪思·米尔扎（又名米尔扎·可汗）。